# Titanosauridae
Famille
Sous-familles de rang inférieur
- † Nemegtosaurinae
- † Opisthocoelicaudiinae
- † Saltasaurinae

Genres de rang inférieur
- † Adamantisaurus
- † Aegyptosaurus
- † Aeolosaurus
- † Alamosaurus
- † Ampelosaurus
- † Andesaurus
- † Antarctosaurus
- † Argentinosaurus
- † Argyrosaurus
- † Atacamatitan
- † Atsinganosaurus
- † Austrosaurus
- † Balochisaurus
- † Barrosasaurus
- † Baurutitan
- † Bonitasaura
- † Bruhathkayosaurus
- † Campylodoniscus
- † Dreadnoughtus
- † Dromeykosaurus
- † Epachthosaurus
- † Futalognkosaurus
- † Gobititan
- † Gondwanatitan
- † Hypselosaurus
- † Isisaurus
- † Iuticosaurus
- † Jainosaurus
- † Janenschia
- † Jiangshanosaurus
- † Jiutaisaurus
- † Karongasaurus
- † Khetranisaurus
- † Laplatasaurus
- † Lirainosaurus
- † Lognkosauria
- † Macrurosaurus
- † Macrusurusaurus
- † Magyarosaurus
- † Malarguesaurus
- † Malawisaurus
- † Marisaurus
- † Maxakalisaurus
- † Mendozasaurus
- † Microcoelus
- † Nemegtosaurus
- † Neuquensaurus
- † Pakisaurus
- † Paludititan
- † Paralititan
- † Pellegrinisaurus
- † Puertasaurus
- † Quaesitosaurus
- † Quinxiusaurus
- † Rapetosaurus
- † Rinconsaurus
- † Rocasaurus
- † Saltasaurus
- † Sulaimanisaurus
- † Tangvayosaurus
- † Titanosaurus
- † Trigonosaurus
- † Uberabatitan

Titanosauridae (d'après les Titans de la mythologie grecque), est le nom, obsolète depuis 2004, d'une famille éteinte de dinosaures sauropodes ayant vécu au cours du Crétacé et incluant quelques-unes des créatures les plus lourdes ayant jamais marché sur Terre, comme Argentinosaurus, Paralititan, Bruhathkayosaurus...
Ce taxon obsolète est généralement remplacé par le clade des Lithostrotia.

## Historique et validité du taxon
Richard Lydekker érige la famille en 1895 pour regrouper les sauropodes avec des vertèbres caudales procoèles (concaves sur le devant) en se basant sur le genre Titanosaurus, qui lui a donné son nom. Le nom de Titanosauridae a alors connu un grand succès, il a été redéfini successivement par Salgado et ses collègues (1997), González-Riga (2003) et Salgado (2003) comme un taxon  basé sur les nœuds.
En 2003, Wilson et Upchurch révisent le genre Titanosaurus et concluent que l'espèce type, Titanosaurus indicus, est invalide, car basée sur des restes fossiles trop partiels, deux vertèbres de la queue seulement, qui sont insuffisants pour identifier des caractéristiques diagnostiques. Ces auteurs sont cohérents en remettant en question tous les taxons utilisant Titanosaurus comme référence : Titanosauroidea, Titanosauridae et Titanosaurinae, qu'ils considèrent également comme invalides.
En 2004, Upchurch et ses collègues introduisent un nouveau groupe, les Lithostrotia, pour décrire le même groupe que les Titanosauridae, mais non basé sur un taxon spécifique. Il est défini comme regroupant le dernier ancêtre commun de Malawisaurus et de Saltasaurus et tous les descendants de cet ancêtre. Depuis cette date, le nom de Lithostrotia est utilisé par la plupart des paléontologues et remplace celui de Titanosauridae.

## Genres
- Adamantisaurus Santucci et Bertini, 2006 (Amérique du Sud)
- Aegyptosaurus
- Aeolosaurus (Argentine)
- Alamosaurus (Texas, États-Unis)
- Ampelosaurus (Sud de la France)
- Antarctosaurus (Argentine)
- Argentinosaurus (Argentine)
- Argyrosaurus (Argentine)
- Baurutitan (Brésil)
- Bruhathkayosaurus
- Domeykosaurus (Chili)
- Drusilasaura
- Epachthosaurus (Patagonie en Argentine)
- Gondwanatitan (Brésil)
- Hypselosaurus
- Isisaurus (Inde)
- Janenschia
- Jiangshanosaurus
- Laplatasaurus
- Lirainosaurus
- Lognkosauria
- Macrusurusaurus
- Magyarosaurus (Roumanie)
- Malawisaurus (Malawi, Afrique)
- Paralititan
- Pellegrinisaurus
- Rocasaurus
- Tangvayosaurus
- Tengrisaurus (Russie)
- Titanosaurus
- Trigonosaurus  (Brésil)
- Sous-famille Nemegtosaurinae
  - Bonitasaura (Argentine)
  - Nemegtosaurus (Mongolie)
  - Quaesitosaurus (Asie centrale)
  - Rapetosaurus (Madagascar)
- Sous-famille Saltasaurinae
  - Jainosaurus (Inde)
  - Maxakalisaurus (Brésil)
  - Neuquensaurus (Argentine)
  - Saltasaurus (Nord-Ouest de l'Argentine et Uruguay)